# Новосёлово (Томская область)
Новосёлово — село в Колпашевском районе Томской области, Россия. Административный центр Новосёловского сельского поселения.

## История
Основано в 1835 году. В 1926 году выселок Новоселова состоял из 7 хозяйств, основное население — русские. В составе Степановского сельсовета Колпашевского района Томского округа Сибирского края.

## Население
| 1926 | 2002 | 2010 | 2012 | 2013 | 2014 | 2015 |
| ---- | ---- | ---- | ---- | ---- | ---- | ---- |
| 35   | ↗942 | ↘790 | ↘772 | ↘758 | ↘748 | ↘701 |
| 2021 |      |      |      |      |      |      |
| ↘571 |      |      |      |      |      |      |